# Kalemie

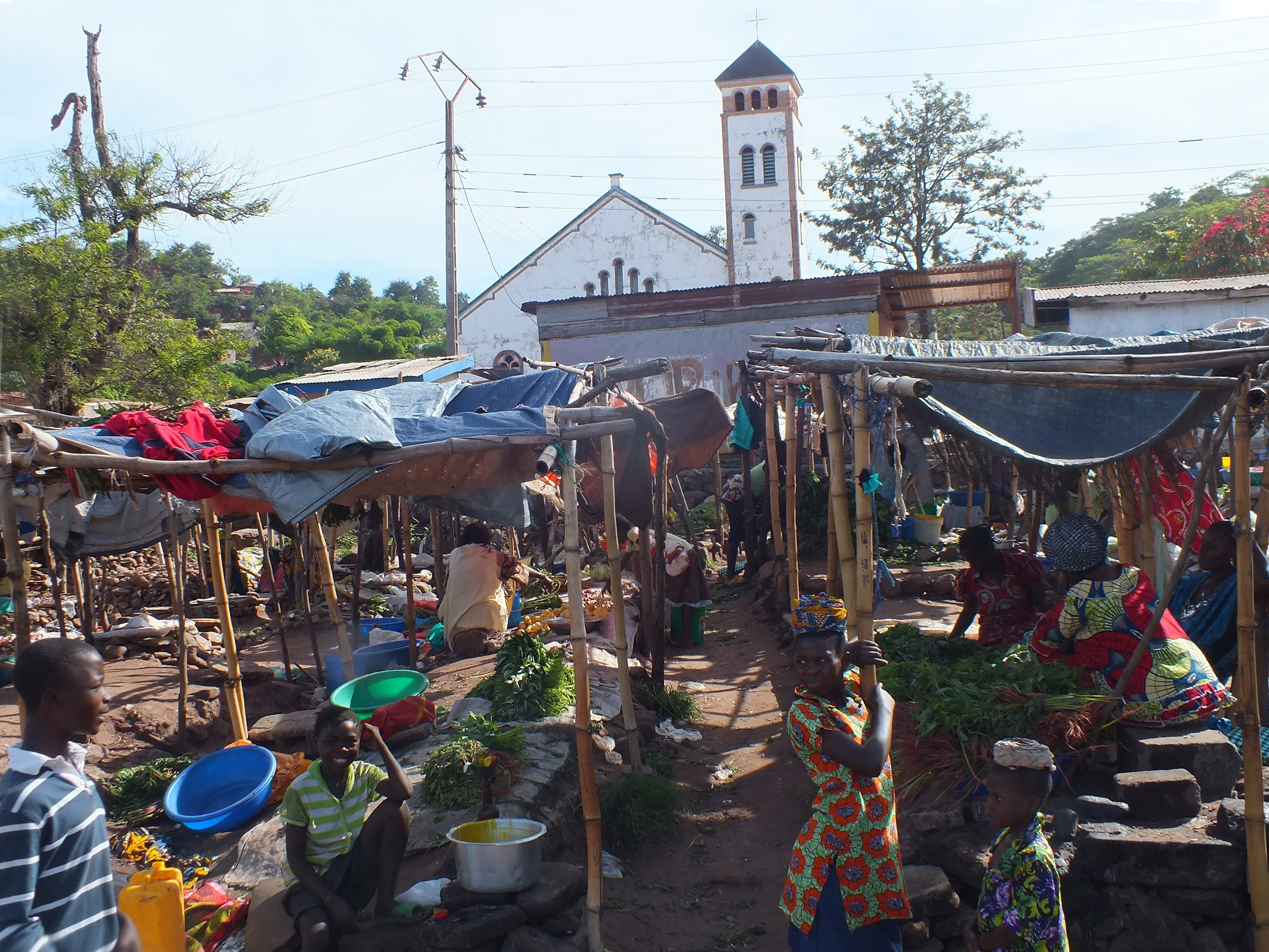
Marknaden framför Maïndéleo-kyrkan i Kalemies centrum.

Kalemie eller Kalemi, tidigare Albertville, är en stad i Kongo-Kinshasa, grundad 1891. Den är huvudort i provinsen Tanganyika, och ligger vid Tanganyikasjöns västra strand.

## Förbindelser och näringsliv
Kalemie är slutstation för järnvägen och är en viktig hamnstad med en stor del av landets utrikeshandel. Staden har även flygplats. De viktigaste industrierna är textilindustri och fiske.